# نخالة الأرز القابلة للذوبان
نخالة الأرز القابلة للذوبان (بالإنجليزية: Rice bran solubles)‏ هي منتج غذائي يجري الحصول عليه من نشارة الأرز البنّي وتحويلها إلى أرز أبيض، والحبوب الناتجة عادةً ما تستخدم كعلف للحيوانات، أو يتم التخلص منها، ولكن في اليابان يُستخدم بعضها في وصفات التخليل التقليدية، فيتم تقشير النخالة وتسخينها لتحسين صلاحيتها وتمديد مدة تخزينها، ثم يتم استخراج الإنزيم لجمع المكونات القابلة للذوبان في الماء.
وتستخدم نخالة الأرز القابلة للذوبان كـ "مكمل غذائي"، ويعرف أحيانًا باسم //توكوس// بسبب احتوائها العالي على فيتامين E (التوكوفيرول) . وتحتوي نخالة الأرز القابلة للذوبان على نسبة تتراوح بين (15%-40% من الدهون)، وبين (0-25% من الألياف الغذائية)، وبين (0-15% من البروتين)، وبين (25%-80% من السكريات).
زاد الاهتمام بمستويات الزرنيخ في نخالة الأرز القابلة للذوبان، حيث يتراكم الزرنيخ في الأرز من التربة أثناء نموه الطبيعي، وتحتوي نخالة الأرز على مستويات أعلى من الأرز الأبيض، كما أظهرت دراسة أن نخالة الأرز القابلة للذوبان تحتوي على تراكيز عالية من الزرنيخ، وعلى هذا يُنصح بتناول المنتجات بمعدل 0,012-0,038 ملغ من الزرنيخ، وهو أعلى من المستوى الأقصى الآمن البالغ 0,01 ملغ.